# Івановський (мис)
43°49′41″ пн. ш. 145°23′56″ сх. д. / 43.82806° пн. ш. 145.39889° сх. д.
Іва́новський (рос. Ивановский) — мис на південному заході російського острова Кунашир. Знаходиться у Кунаширській протоці, що сполучає Охотське море з протокою Зради, навпроти японського острова Хоккайдо (півострів Сіретоко). Названий через розташування селища Івановка, яке було ліквідоване в 1962 році.
Мис не виступає в море далеко. В основі мису знаходиться селище Грозове. Мис височинний, вкритий лучною рослинністю. Територія мису входить до складу Курильського державного природного заповідника.